# Чудновский, Григорий Исаакович
Григо́рий Исаа́кович Чудно́вский (3 [15] октября 1890, Екатеринослав — 8 апреля 1918, Люботин) — российский революционер, участник штурма Зимнего.

## Биография
Родился в семье бериславского мещанина Херсонской губернии, частного поверенного Исаака Лазаревича (Лейзеровича) Чудновского (1857—?) и Розалии Григорьевны Чудновской. Племянник революционных деятелей Соломона Лазаревича Чудновского и Любови Давыдовны Чудновской. Отец в это время (1888) служил частным поверенным и агентом Русского страхового от огня общества в Екатеринославе, а к 1892 году был причислен в екатеринославское купеческое сословие.
В революционном движении с 1905 года, примкнул к меньшевикам. С 1908 года учился на юридическом факультете Петербургского университета. В 1910 году за революционную деятельность был сослан в Енисейскую губернию, в 1913 бежал за границу.
В годы Первой мировой войны Чудновский работал в Копенгагене в созданном Парвусом Институте по изучению причин и последствий мировой войны, одновременно сотрудничая и в парижской газете Ю. О. Мартова и Л. Д. Троцкого «Наше слово», которая в феврале 1915 года призывала российских социалистов порвать политические связи с Парвусом и воздержаться от работы в основанном им институте.По мнению немецких историков З. Земана и В. Шарлау, представление о конспиративной деятельности этого учреждения ни на чём не основано.
В 1916 году вместе с Л. Д. Троцким оказался в США, сотрудничал в газете «Новый мир». В марте 1917 года по дороге в Россию он и Троцкий были арестованы английскими властями в Канаде и впоследствии освобождены по требованию Временного правительства (точнее, Петроградского совета), в мае они вернулись в Россию и вошли в организацию «межрайонцев», на VI съезде РСДРП(б) объединившуюся с большевиками.
В июне 1917 года был призван в действующую армию. Во время июльского контрнаступления германской армии был ранен и включён в списки погибших.
Осенью 1917 года — член корпусного комитета Юго-Западного фронта. Прибыв в октябре в Петроград в качестве делегата ІІ Всероссийского съезда Советов, вошёл во Всероссийское бюро Военной организации при ЦК РСДРП(б) и Петроградского военно-революционного комитета; был комиссаром ВРК в Преображенском полку.
Один из руководителей взятия Зимнего дворца, арестовывал министров Временного правительства и сопровождал их в Петропавловскую крепость.
На II Всероссийском съезде Советов Чудновский был избран членом ВЦИК.
В конце октября под Пулковом командовал отрядом в бою с казаками Керенского и Краснова. В ноябре 1917 года был назначен чрезвычайным комиссаром Юго-Западного фронта; в рядах партизан участвовал в борьбе против немецких оккупационных войск и Центральной рады Украины.
В декабре 1917 года был арестован Центральной радой Украины и приговорён к смертной казни. После занятия Киева войсками Муравьёва, в ночь на 26 января 1918 года Чудновский был освобождён и назначен комиссаром Киева по гражданским делам.
Погиб во время наступления немецких войск на Украину: по одной версии, был убит в бою с немцами, по другой — застрелился сам, когда был окружен гетманцами и немцами в районе города Люботин под Харьковом (Украина).

## Родственники
- Сын — поэт Марк Чудновский, был вместе с женой Еленой расстрелян немцами в Бабьем Яру во время Великой Отечественной войны.
- Брат — Элеазар (Леонид) Исаакович Чудновский (3 апреля 1888, Екатеринослав — ?)[11], изучал юриспруденцию в Харькове и Гейдельберге. Во время Первой мировой служил в кавалерии, затем после контузии руководил госпиталем. После революции 1917 года — в Добровольческой армии, затем в эмиграции в Югославии. Был окружным начальником в Баточине, в Порече, в 1939—1941 годах в Кладово, на границе с Румынией. С 1945 году в Мюнхене, где был завербован американской разведкой и получил кодовое имя «Рэдиш», затем «Кэмфор», но вскоре сокращён. В июле 1950 года выехал в США (Ипсуич[англ.]).

## Память
В честь Г. И. Чудновского названа улица в Санкт-Петербурге (Невский район). Такое же название с 1961 по 2016 год имела нынешняя улица Григория Чупринки в Киеве (Днепровский район).
С 1919 по 2002 год имя Г. И. Чудновского носила Балтийская клиническая бассейновая больница в Санкт-Петербурге (наб.Фонтанки, дом 154). Сейчас это Национальный медико-хирургический центр имени Н. И. Пирогова, принадлежащий СПбГУ.

## Киновоплощение
- 1970 — «Посланники вечности». В роли Григория Чудновского — Геннадий Морозов